# (6216) San Jose
(6216) San Jose est un astéroïde de la ceinture principale.

## Description
(6216) San Jose est un astéroïde de la ceinture principale. Il fut découvert le 30 septembre 1975 à l'observatoire Palomar par Schelte J. Bus. Il présente une orbite caractérisée par un demi-grand axe de 2,75 UA, une excentricité de 0,10 et une inclinaison de 3,8° par rapport à l'écliptique.

## Compléments